# Bosnien ReDF
Re-Deployment Force (ReDF) verkade i Bosnien och Hercegovina från december 1999 till mars 2000. Dess syfte var att avveckla det som återstod av de svenska Bosnienbataljonerna. Styrkan var grupperad på Camp Oden utanför Tuzla. Camp Oden lades ner under perioden och övergick till "Brown and Root" som gjorde om området till en servicebas för amerikanska fordon i SFOR.

## Förbandsdelar
- Förbandschef: Överstelöjtnant Börje Tyvik
- Stab- och trosskompanichef: Major B. Åkerlund